# Rothschildia bolivar
Rothschildia bolivar är en fjärilsart som beskrevs av J. Peter Maassen och Gustav Weymer 1873. Rothschildia bolivar ingår i släktet Rothschildia och familjen påfågelsspinnare. Inga underarter finns listade.